# Microrregión del Medio Parnaíba Piauiense
La microrregión del Medio Parnaíba Piauiense es una de las microrregiones del estado brasileño del Piauí perteneciente a la mesorregión Centro-Norte Piauiense. Su población según el censo de 2010 es de 130.789 habitantes y está dividida en diecisiete municipios. Posee un área total de 8.334,228 km². La población de la microrregión está formada por una mayoría de negros y mulatos 69.5 y minorías de blancos de origen portugués y árabe 18.7, caboclos (mestizo de indio y blanco)11.4, asiáticos 0.4 y viven en la microrregión 54 indígenas.

## Municipios
- Agricolândia
- Água Branca
- Amarante
- Angical do Piauí
- Arraial
- Barro Duro
- Curralinhos
- Demerval Lobão
- Francisco Ayres
- Hugo Napoleão
- Jardim do Mulato
- Lagoa do Piauí
- Lagoinha do Piauí
- Miguel Leão
- Monsenhor Gil
- Olho d'Água do Piauí
- Palmeirais
- Passagem Franca do Piauí
- Regeneração
- Santo Antônio dos Milagres
- São Gonçalo do Piauí
- São Pedro do Piauí

- Datos: Q967347